# Ittefaq-Gruppe
Die Ittefaq-Gruppe ist ein pakistanischer Stahlkonzern und das größte Industriekonglomerat im Punjab. Der Konzern umfasst auch Aktivitäten in der Papier- und Textilindustrie und betreibt unter anderem die größte Zuckermühle des Landes.

## Geschichte
Muhammad Sharif, der spätere Industrie-Tycoon und Vater der Politiker Nawaz und Shahbaz Sharif, gründete 1939 im indischen Punjab zusammen mit seinen sechs Brüdern eine Gießerei, die nach dem Unabhängigkeitskrieg 1947 nach Pakistan übersiedelte. Unter Premierminister Ali Bhutto wurde 1972 die Stahlindustrie verstaatlicht und der Familienbetrieb zum Kern der Ittefaq Group. Nach dem Militärputsch von General Zia-ul-Haq, welcher der Sharif-Familie politisch nahestand, wurden die Betriebe 1980 an sie zurückgegeben.
In den 1980er- und 1990er-Jahren expandierte Ittefaq stark und umfasst derzeit neben Gießereien weitere 30 Unternehmen, die Stahl auch Zucker, Papier und Textilien produzieren. Der Konzerngewinn wird auf etwa 400 Millionen Dollar geschätzt.